# Bandera de Vallclara
La bandera oficial de Vallclara (Conca de Barberà) té la descripció següent:
Bandera apaïsada, de proporcions dos d'alt per tres de llarg, bicolor vertical groc i vermell, amb l'agnus Dei contornat i reguardant blanc, nimbat d'or i portant la banderola vermella amb la creu plena blanca i l'asta creuada blanca de l'escut, carregat al centre de la bandera sobre la divisòria dels dos colors, d'alçària 7/10 de la del drap i amplària 6/16 de la llargària del mateix drap.
Va ser aprovada en el Ple de l'ajuntament del 15 de maig de 2020, i la direcció general d'Administració Local va publicar-ne la resolució al DOGC el 30 de setembre de 2020.